# 프랑스의 마리 테레즈 (1667년)
마리 테레즈(Marie Thérèse de France, 1667년 1월 2일 ~ 1672년 3월 1일)는 프랑스의 공주로 루이 14세와 오스트리아의 마리 테레즈 사이에서 태어난 고명딸이다. 마리 테레즈의 부모는 딸을 귀여워했다고 하며, 특히 어머니는 그녀가 스페인의 여왕이 되길 바랬다고 한다. 국왕의 딸로서 마리 테레즈는 de France라는 성을 사용할 수 있었다. 그녀는 루이 14세의 딸들 중에서 가장 오래 살아남았기 때문에 국왕의 장녀에게 주어지는 마담 루아이얄이라는 특별한 칭호로 불렸지만 그녀 역시 어려서 죽었다.
| 전임 프랑스의 마리아 크리스티나 | 마담 루아이얄 1667년 ~ 1672년 | 후임 프랑스의 엘리사베타 |